# Coviglia
La coviglia è un gelato semifreddo di produzione artigianale tipico della pasticceria tradizionale napoletana.
È descritta da Matilde Serao nel libro Paese di Cuccugna ed è in qualche modo accostabile alla pànera alla genovese.
Il suo nome sembra di derivazione spagnola e indicava il recipiente destinato a contenerla.